# كايو دانتاس
كايو دانتاس هو لاعب كرة قدم برازيلي في مركز الهجوم، ولد في 19 فبراير 1993 في سانتوس في البرازيل. لعب مع ريد بل براغانتينو.